# 朴英碩
朴 英碩（パク・ヨンソク、1963年11月2日 - 2011年10月18日）は、大韓民国の登山家。2005年5月1日に北極点に到達し、世界で初めて真の探検家グランドスラム（七大陸最高峰、8000メートル峰14座、および南北の極点）を達成した。2011年10月18日、アンナプルナ南壁の登攀中に遭難し、消息を絶つ。

## ローツェ
1997年にローツェに挑み、無線で登頂を発表したが、実際には頂上から約50メートル下の地点までしか到達していなかった。後に疑惑を提起されてこれを認め、2001年に再び挑戦して登頂に成功した。